# Monasterio de San Macario el Grande
El Monasterio de San Macario el Grande, también conocido como Dayr Aba Maqār (en árabe: دير الأنبا مقار‎) es un monasterio copto ortodoxo situado en Uadi El Natrun, en la Gobernación de Behera, a unos 92 kilómetros (57 millas) al noroeste de El Cairo, junto a la carretera entre El Cairo y Alejandría.

## Historia antigua

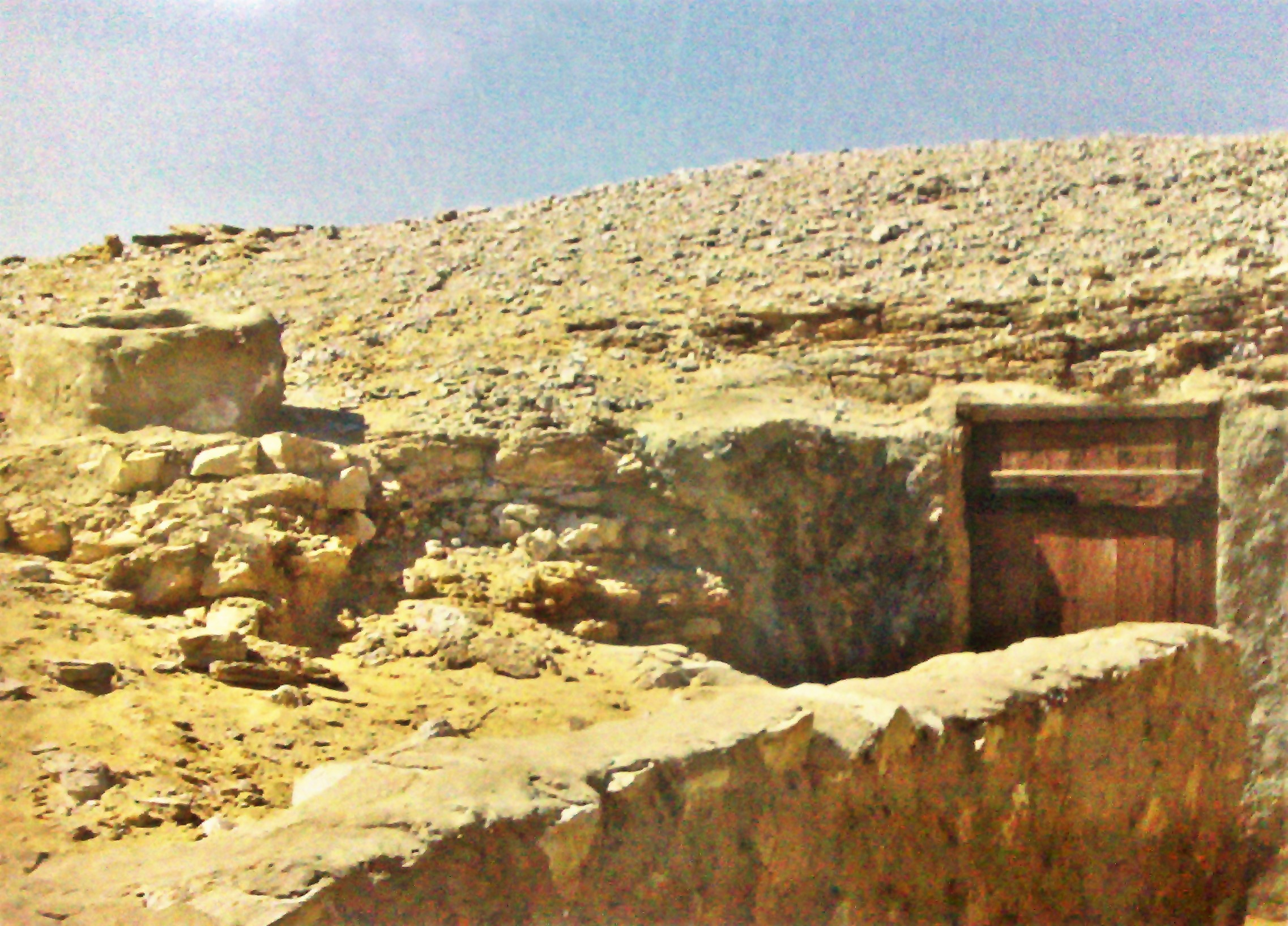
Cuevas en Egipto, Monasterio de San Macario el Grande

El monasterio fue fundado alrededor del 360 por San Macario de Egipto, que ejerció como padre espiritual de más de 4.000 monjes de diferentes nacionalidades. El monasterio se ha mantenido habitado por monjes de manera constante desde su fundación en el s. IV. Varios santos cristianos y Padres de la Iglesia primitiva fueron monjes en el Monasterio de San Macario, incluyendo a San Macario de Alejandría, San Juan el Enano, San Pafnucio el Asceta, San Isidoro de Pelusio, San Arsenio el Grande, San Moisés el Moro, San Poemeno o San Serapión, entre otros.

## Historia moderna
En 1969, el monasterio comenzó un periodo de renovación, tanto espiritual como arquitectónica, con la llegada de doce monjes bajo el liderazgo espiritual del Padre Matta El Meskin (Mateo el Pobre). Estos monjes habían vivido juntos durante diez años, completamente aislados del mundo, en las cuevas del desierto de Uadi El Rayan, a unos 50 km (31 millas) al sur de Fayún.
El papa Cirilo VI ordenó a este grupo de monjes que abandonara Uadi El Rayan y se trasladaran al Monasterio de San Macario el Grande para restaurarlo. En ese momento, en el monasterio ya solo vivían seis monjes de avanzada edad y sus edificios históricos amenazaban ruina. Los nuevos monjes fueron recibidos por el abad del monasterio, el Obispo Miguel, Metropolitano de Asiut.
Bajo el papa Shenouda III, que se había ocupado personalmente de la restauración del Monasterio de San Bishoi y del Monasterio de Paromeos, y tras catorce años de actividad constante de reconstrucción y renovación espiritual, la comunidad monástica en el Monasterio de San Macario llegó al centenar de monjes.
El Monasterio de San Macario mantiene lazos espirituales, académicos y fraternos con varios monasterios de otros países, incluyendo la Abadía de Chevetogne, en Bélgica, la Abadía de Solesmes y el Monasterio de la Transfiguración, en Francia, la Comunidad Monástica de Bose, en Italia, Deir El Harf, en el Líbano, y el Convento de la Encarnación, en Inglaterra.

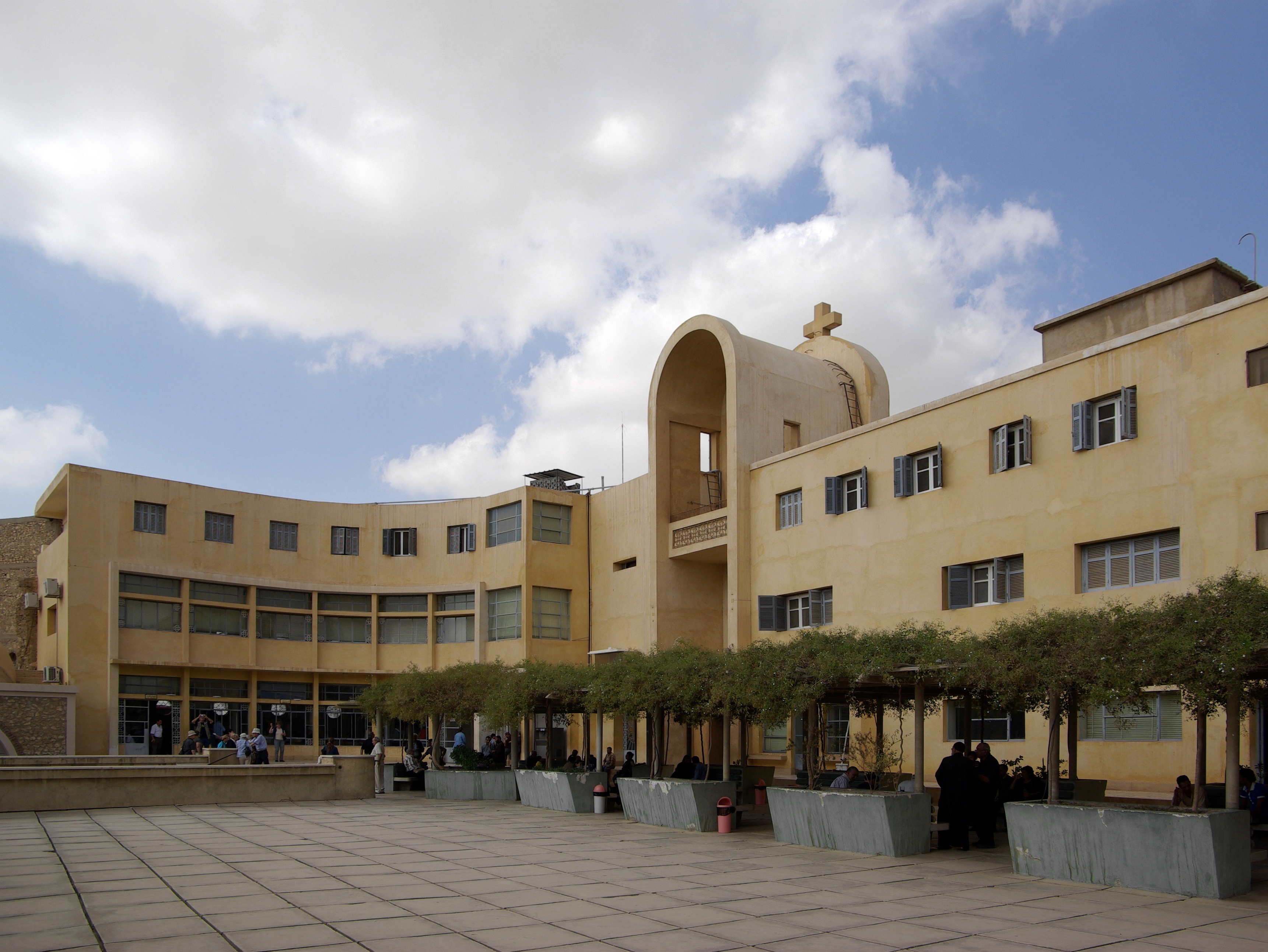
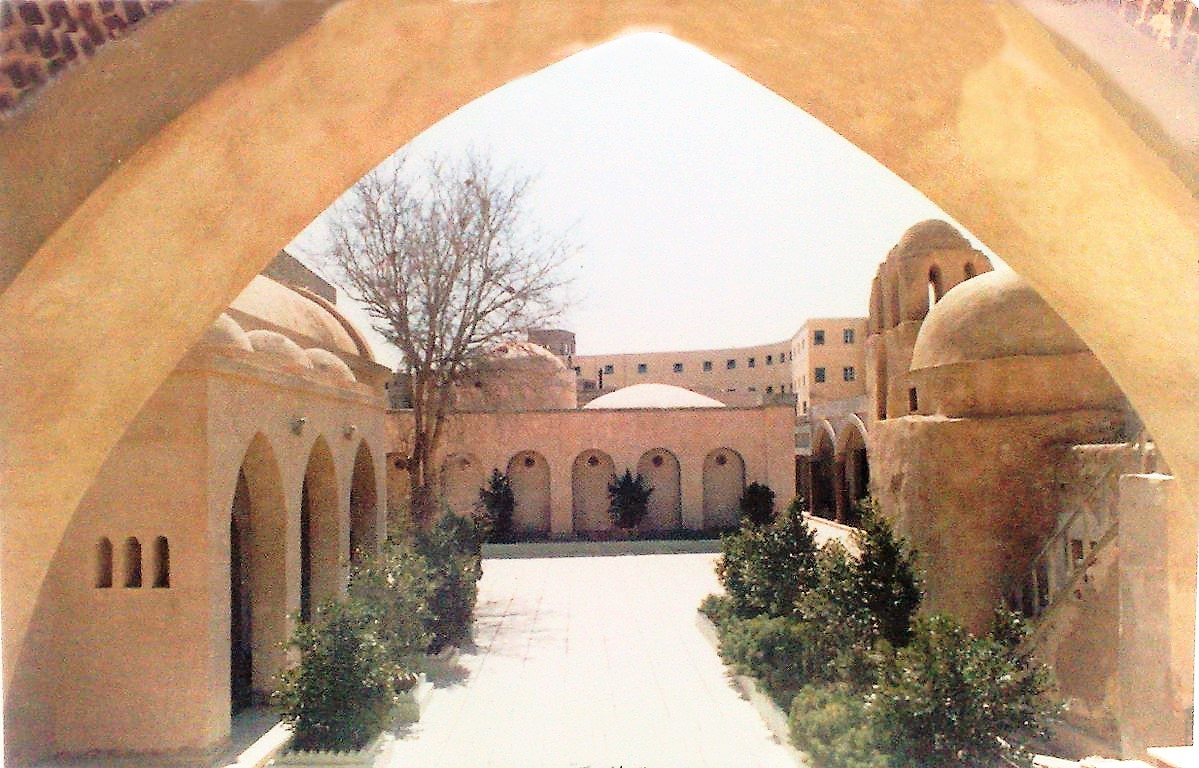
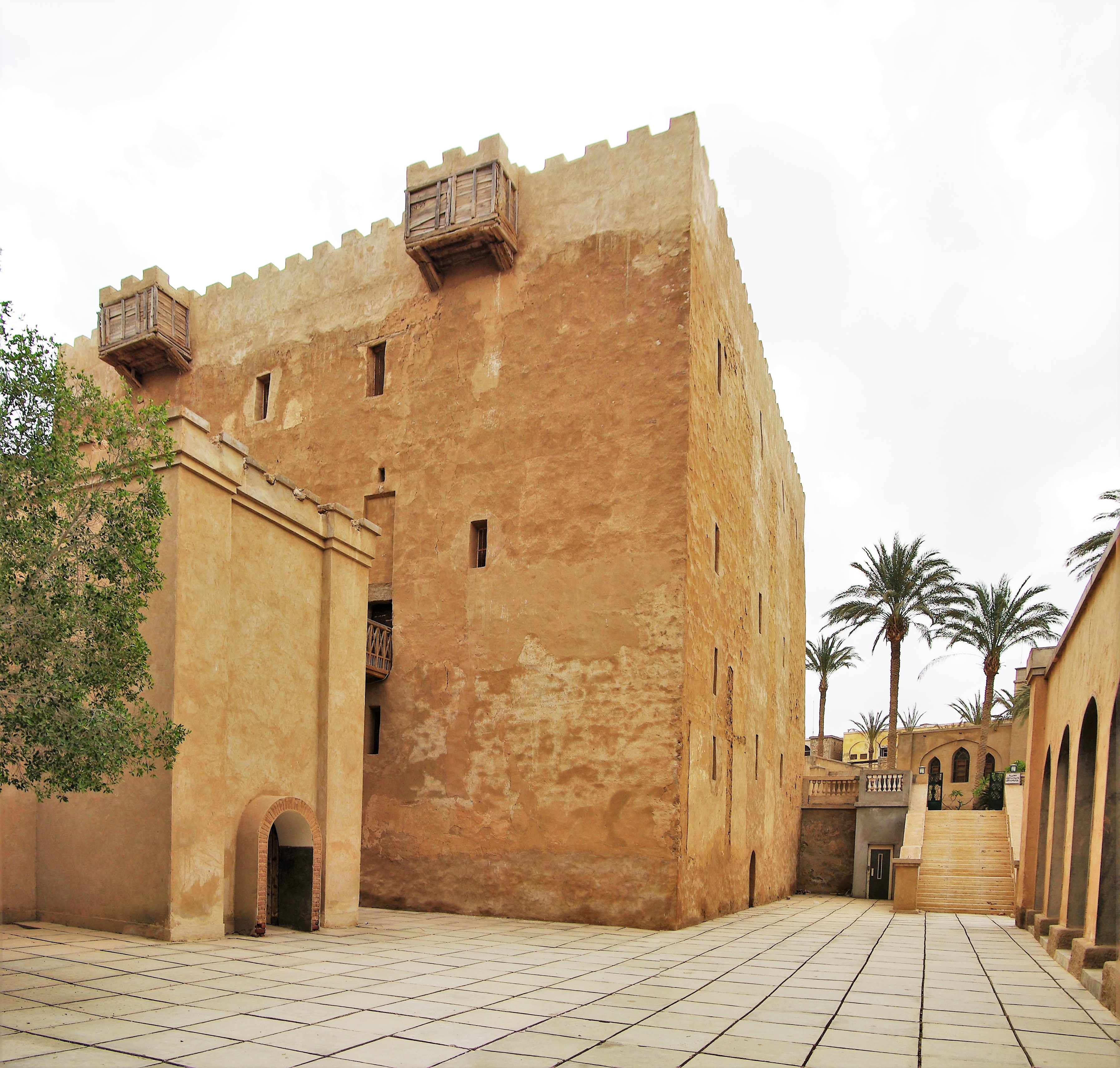
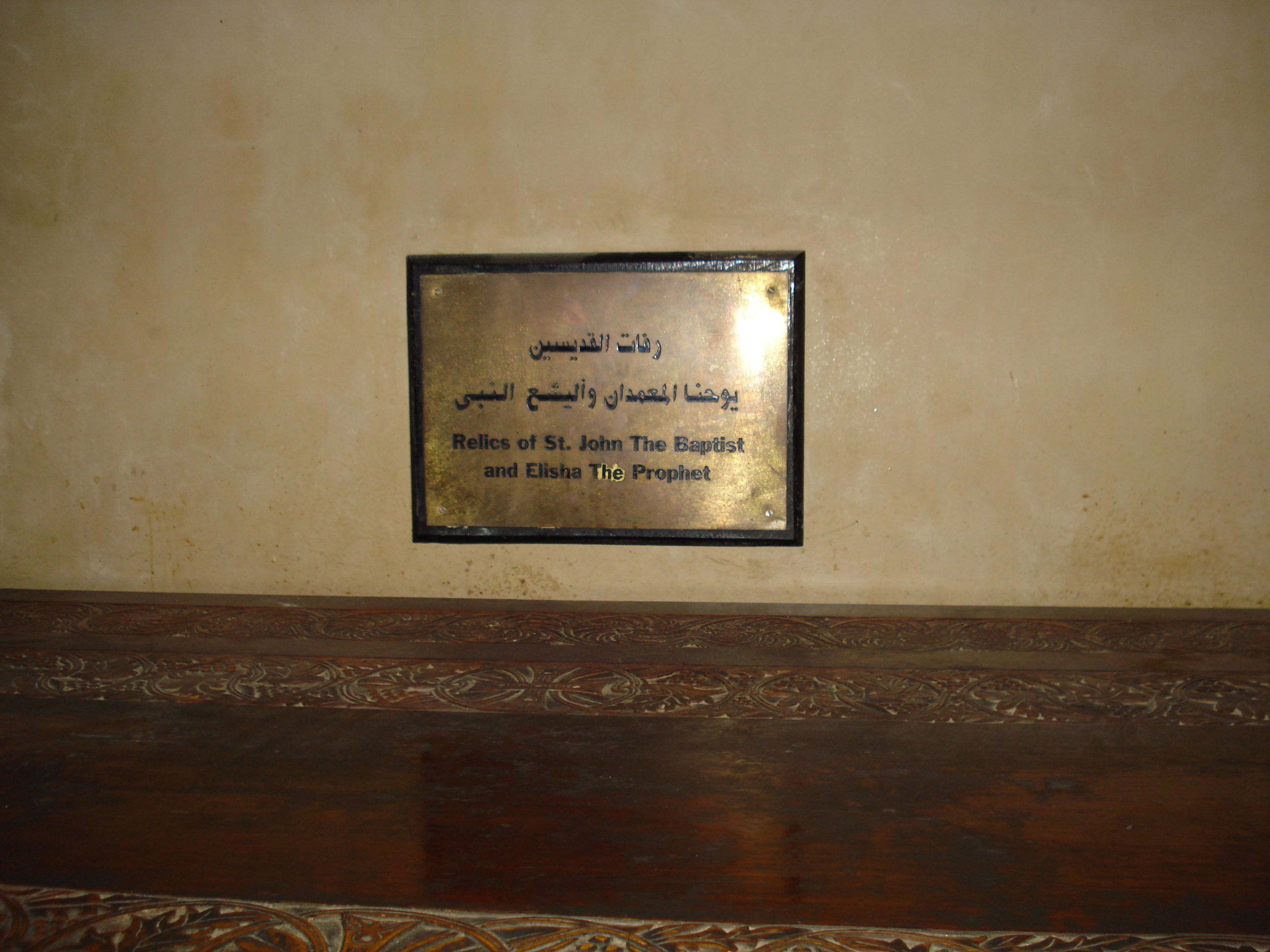
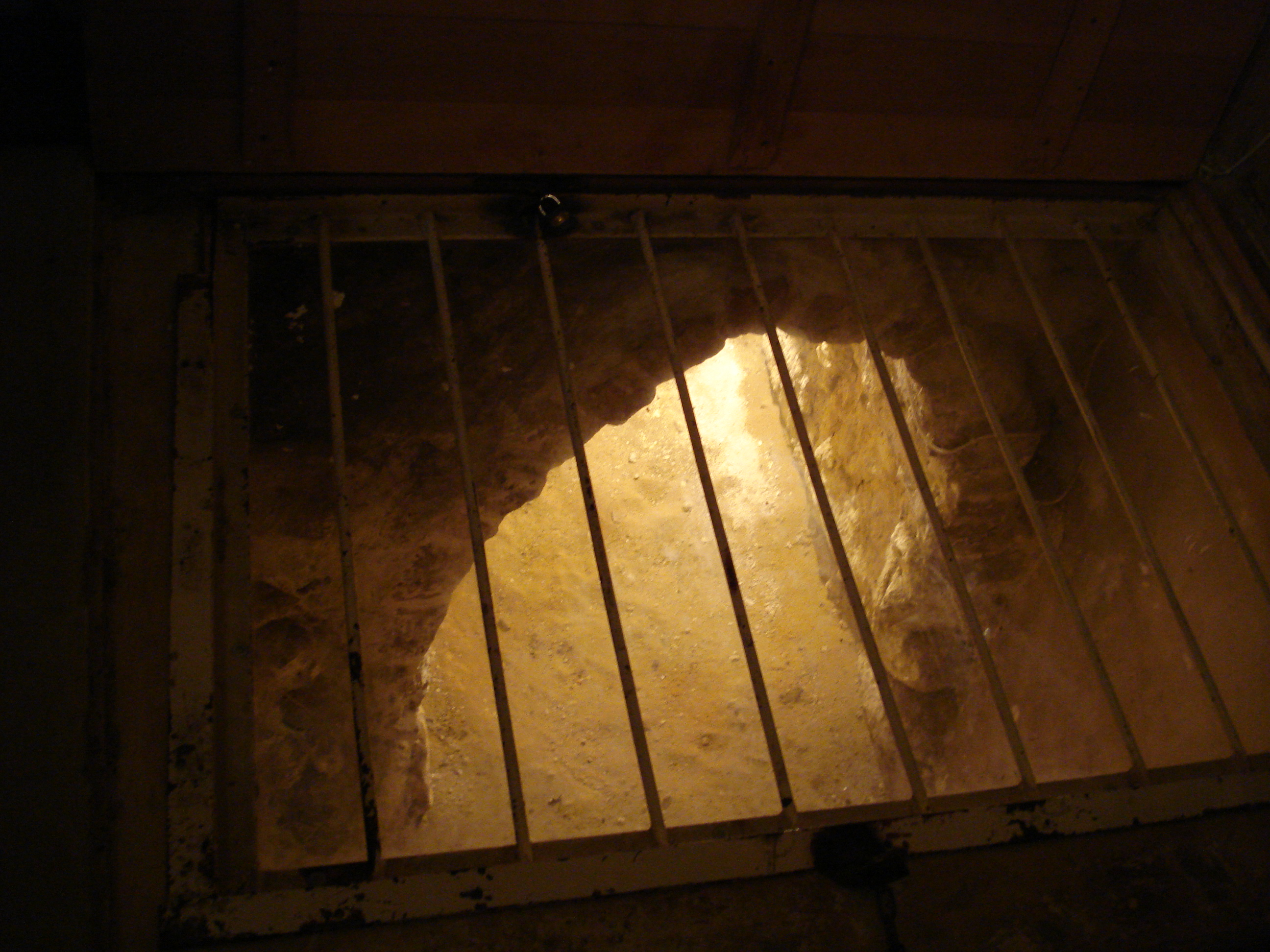

El Monasterio de San Macario el Grande contiene las reliquias de muchos santos, incluyendo las de los Cuarenta y nueve mártires de Escete.

## Descubrimiento de reliquias
Durante la restauración de la Iglesia mayor de San Macario, se descubrieron bajo la pared norte de la iglesia la cripta de San Juan Bautista y la del profeta Eliseo, en el lugar que mencionan los manuscritos de los siglos XI y XVI conservados en la biblioteca del monasterio. La tradición eclesiástica de la Iglesia Ortodoxa Copta también confirmó la autenticidad del hallazgo. Las reliquias fueron guardadas en un relicario especial y colocadas ante el santuario de San Juan Bautista, en la Iglesia de San Macario. El Monasterio publicó un detallado informe sobre el descubrimiento y el análisis de la autenticidad de estas reliquias.

## Papas en el Monasterio de San Macario
El siguiente cuadro es una lista de los Papas de la Iglesia Copta Ortodoxa procedentes del Monasterio de San Macario o que pasaron largas temporadas en él.
| - Papa Cirilo de Alejandría (412-444) - Papa Juan I (496-505) - Papa Juan III (680-689) - Papa Isaac (690-692) - Papa Cosme I (729-730) - Papa Miguel I (743-767) - Papa Mina I (767-776) - Papa Juan IV (777-799) - Papa Marcos II (799-819) - Papa Jacobo (819-830) | - Papa Simeón II (830) - Papa José I (831-849) - Papa Cosme II (851-858) - Papa Shenouda I (859-880) - Papa Miguel III (880-907) - Papa Gabriel I (910-920) - Papa Macario I (932-952) - Papa Teófilo II (952-956) - Papa Mina II (956-974) - Papa Filoteo (979-1003) | - Papa Shenouda II (1032-1046) - Papa Cirilo II (1078-1092) - Papa Miguel IV (1092-1102) - Papa Macario II (1102-1128) - Papa Miguel V (1145-1146) - Papa Pedro V (1340-1348) - Papa Marcos V (1603-1619) - Papa Mateo III (1631-1646) - Papa Demetrio II (1861-1870) |

## Asesinato del abad Anba Epifanio
En 2013, Anba Epifanio, que pertenecía a la comunidad desde 1984, fue nombrado obispo y abad del Monasterio de San Macario. Tenía 64 años cuando fue asesinado en 2018.
La Iglesia Copta publicó una declaración diciendo que el Papa Teodoro "expresaba su duelo por Anba Epifanio, un verdadero monje cuya vida estuvo inmersa en la mansedumbre y la humildad; también un erudito que poseía una gran riqueza de conocimientos que dieron sus frutos en investigaciones y publicaciones en las diversas ramas de los estudios eclesiásticos. El Papa reza por la paz de su alma y por el bienestar de la comunidad de monjes de San Macario, así como por todos los que amaban al Abad [...] Fue una persona sencilla en el vestido, en su morada y en la comida. El obispo Epifanio fue una persona sencilla que eligió apartarse de la primera fila".
El papa Teodoro consultaba con frecuencia al abad por sus amplios conocimientos y por su autoridad. El abad había asistido a 20 conferencias en cinco años, con la bendición del Papa.
Anba Epifanio era un ardiente seguidor de Mateo el Pobre y se cree que esto provocó fuertes tensiones dentro del monasterio, en particular con el ex monje del que se sospechó como autor de la muerte del abad, Wael Saad Tawadros.
Cuarenta días después de su muerte, el papa Teodoro II inauguró una casa de retiro con el nombre de Anba Epifanio, abierta a peregrinos extranjeros de todo el mundo.

## Otros monasterios del Desierto de Escete
- Monasterio de San Bishoi
- Monasterio de Santa María Deipara
- Monasterio Paromeos